# CSM Roman (handbal feminin)
CSM Roman (Club Sportiv Municipal Roman) este o echipă de handbal feminin din Roman, județul Neamț. Cea mai importantă performanță a echipei a fost calificarea în semifinalele Cupei Challenge în anul 2007, fiind eliminată de echipa sârbă ŽRK Naisa Niš.
Echipa s-a desființat pe 31 octombrie 2018, când primăria municipiului Roman, principalul finanțator, a făcut public faptul că, „alături de membrii Consiliului de Administrație al Clubului Sportiv Municipal (CSM) Roman, a luat decizia [...] de a închide activitatea [...] CSM Handbal, care, în ciuda eforturilor financiare depuse de întreg bugetul local, nu se ridică la nivelul de performanță așteptat”. Hotărârea Consiliului de Administrație al CSM Roman fusese adoptată într-o ședință din ziua anterioară, marți, 30 octombrie 2018.
În luna februarie 2019, în timpul unei conferințe de presă, primarul municipiului Roman a anunțat că la nivelul Clubului Sportiv Municipal Roman se poartă discuții pentru înființarea unei noi echipe de handbal, la care să evolueze eleve de la Liceul cu Program Sportiv Roman.

## Istorie

### Înființare și desființare
Echipa a fost fondată în anul 2001 de către autoritățile municipiului Roman. În vara anului 2016 clubul și-a schimbat numele din HCM Roman în CSM Roman, grație înființării clubului sportiv din oraș. Echipa a activat apoi până pe 31 octombrie 2018, când a fost desființată de către către finanțatorul principal, primăria municipiului Roman.
| Portari - 12 Ana Maria Mîrcă - 16 Viktoria Timoșenkova - 93 Monica Rusu Extreme Extreme stânga - 15 Alina Gheorghe - 21 Carmina Manea Extreme dreapta - 07 Ana Maria Simion - 09 Oana Chitacu | Pivoți - 18 Raluca Agrigoroaie - 29 Roxana Cîrjan - 55 Ionela Simion Centri - 17 Carmen Stoleru - 20 Daniela Corban - 27 Daniela Todor - 47 Roxana Ureniuc | Intermediari Intermediari stânga - 92 Irina Ivan - 99 Anca Polocoșer Intermediari dreapta - 28 Iulia Havronina |

| Nume             | Ocupație           |
| ---------------- | ------------------ |
| Dragoș Dobrescu  | Antrenor principal |
| Viorel Lazăr     | Antrenor secund    |
| Constantin Ignea | Kinetoterapeut     |

### Reînființare
Prima sugestie publică privind reînființarea echipei a fost făcută de Lucian Micu, primarul municipiului Roman, în timpul unei conferințe de presă ordinare din data de 18 februarie 2019: „Această echipă va putea evolua în Divizia A, începând din sezonul competițional viitor. Jucătoarele, în mare parte, vor fi eleve de la Liceul cu Program Sportiv Roman (LPS Roman), antrenate de doamna profesor Lazăr”.
La sfârșitul lunii iunie 2019 primarul a declarat:
„Vrem ca începând cu sezonul acesta, 2019 – 2020, CSM Roman să poată participa în campionat. Pentru această echipă avem deja buget alocat, este vorba despre 150.000 de lei.”
Primarul a mai adăugat că noua echipă a CSM Roman face deja demersurile pentru înscrierea în Divizia A și că ar putea avea, pe lângă jucătoare de la LPS Roman, și handbaliste de la Centrul de Excelență de la Iași. În luna august 2019 noua echipă CSM Roman a fost înscrisă în Seria A a Diviziei A.

## Meciuri europene
Conform Federației Europene de Handbal și Federației Române de Handbal:
| Sezon   | Competiție     | Fază          | Club                   | Tur   | Retur | Total |
| ------- | -------------- | ------------- | ---------------------- | ----- | ----- | ----- |
|         |                |               |                        |       |       |       |
| 2006-07 | Cupa Challenge | 1/8 de finală | HC Karpati Ujgorod     | 28-20 | 32-20 | 60–40 |
| 2006-07 | Cupa Challenge | 1/4 de finală | Cercle Dijon Bourgogne | 24-18 | 23-23 | 47–41 |
| 2006-07 | Cupa Challenge | Semifinale    | ŽRK Naisa Niš (a)      | 19-23 | 24-20 | 43–43 |
|         |                |               |                        |       |       |       |
| 2014-15 | Cupa Cupelor   | Turul 3       | Skuru IK               | 30-30 | 24-19 | 54–49 |
| 2014-15 | Cupa Cupelor   | Optimi        | FC Midtjylland         | 20-24 | 21-29 | 41–53 |
|         |                |               |                        |       |       |       |
| 2015-16 | Cupa EHF       | Turul 3       | Fram                   | 29-25 | 27-22 | 56–47 |
| 2015-16 | Cupa EHF       | Optimi        | ASC Corona 2010 Brașov | 21–22 | 21–26 | 42–48 |
|         |                |               |                        |       |       |       |
| 2016-17 | Cupa EHF       | Turul 2       | Alba Fehérvár KC       | 25-27 | 24-28 | 49–55 |
|         |                |               |                        |       |       |       |
| 2017-18 | Cupa EHF       | Turul 1       | HŽRK Grude             | 40-15 | 42-19 | 82–34 |
| 2017-18 | Cupa EHF       | Turul 2       | DKKA Dunaújváros KA    | 24–31 | 25–27 | 49–58 |

## Sezoane recente
Conform Federației Române de Handbal și Federației Europene de Handbal:
Până în sezonul 1996-1997 primul eșalon al handbalului românesc s-a numit Divizia A (DA) iar al doilea eșalon s-a numit Divizia B (DB). Din sezonul 1997-1998 primul eșalon al handbalului românesc s-a numit Liga Națională (LN) iar al doilea eșalon s-a numit Divizia A (DA).
Cupa României s-a desfășurat începând cu sezonul 1977-1978. În sezoanele 1990-1991, 1999-2000, 2000-2001, 2004-2005, 2007-2008, 2008-2009, 2009-2010 și 2011-2012 nu a fost organizată.
Supercupa României s-a desfășurat începând cu sezonul 2006-2007. În sezoanele 2007-2008, 2008-2009, 2009-2010 și 2011-2012 nu a fost organizată.
Până în sezonul 2003-2004 HCM Roman a evoluat în al doilea eșalon al handbalului românesc Divizia A (DA).
| Sezon   | Competiție națională | Loc | Cupa României | Supercupa României | Competiție europeană | Competiție europeană |
| ------- | -------------------- | --- | ------------- | ------------------ | -------------------- | -------------------- |
| 2003-04 | DA                   | 1   |               |                    |                      |                      |
| 2004-05 | LN                   | 9   |               |                    |                      |                      |
| 2005-06 | LN                   | 5   | Semifinalistă |                    |                      |                      |
| 2006-07 | LN                   | 7   |               |                    | Cupa Challenge       | Semifinalistă        |
| 2007-08 | LN                   | 10  |               |                    |                      |                      |
| 2008-09 | LN                   | 8   |               |                    |                      |                      |
| 2009-10 | LN                   | 7   |               |                    |                      |                      |
| 2010-11 | LN                   | 5   | Semifinalistă |                    |                      |                      |
| 2011-12 | LN                   | 9   |               |                    |                      |                      |
| 2012-13 | LN                   | 7   |               |                    |                      |                      |
| 2013-14 | LN                   | 5   | Finalistă     | Finalistă          |                      |                      |
| 2014-15 | LN                   | 4   |               |                    | Cupa Cupelor         | Optimi               |
| 2015-16 | LN                   | 5   | Finalistă     | Finalistă          | Cupa EHF             | Optimi               |
| 2016-17 | LN                   | 5   |               |                    | Cupa EHF             | Turul 2              |
| 2017-18 | LN                   | 8   |               |                    | Cupa EHF             | Turul 2              |
| 2018-19 | LN                   | -✳  |               |                    |                      |                      |
| 2019-20 | DA                   | 5   |               |                    |                      |                      |
| 2020-21 | DA                   | 4   |               |                    |                      |                      |
| 2021-22 | DA                   | 8   |               |                    |                      |                      |
| 2021-22 | DA                   | 7   |               |                    |                      |                      |

✳ Retrasă din campionat.

## Lotul de jucătoare 2023/24
Conform presei:
| Portari - 12 Denisa Anghel - 22 Irina Bogdana Extreme - 04 Anastasia Sârbu - 09 Daniela Bașa - 11 Anamaria Vieriu - 14 Ionela Grigore - 18 Luciana Dorcu - 20 Bianca Loi Pivoți - 23 Ioana Hrenaru - 25 Bianca Nastasă - 86 Andreea Creangă Linia de 9 metri Centri - 05 Gabriela Preluca - 07 Ghiulgian Adin - 10 Raluca Macovei - 99 Ioana Neamțu Intermediari - 08 Mălina Ungureanu - 44 Simona Ulian |

## Banca tehnică
Conform presei:
| Nume         | Ocupație           |
| ------------ | ------------------ |
| Neculai Caba | Antrenor principal |
| Alina Andrei | Antrenor secund    |
| Sava Drugă   | Maseur             |

## Marcatoare în competițiile europene
Conform Federației Europene de Handbal și Federației Române de Handbal:
| Sezon   | Competiție     | Poz. | Nume                  | Goluri |
| ------- | -------------- | ---- | --------------------- | ------ |
|         |                |      |                       |        |
| 2006-07 | Cupa Challenge |      |                       |        |
| 2006-07 | Cupa Challenge | 1    | Corina Demetercă      | 34     |
| 2006-07 | Cupa Challenge | 1    | Ada Moldovan          | 34     |
| 2006-07 | Cupa Challenge | 2    | Elena Pavăl           | 28     |
| 2006-07 | Cupa Challenge | 3    | Manuela Rădulescu     | 19     |
| 2006-07 | Cupa Challenge | 4    | Ana Maria Dudescu     | 7      |
| 2006-07 | Cupa Challenge | 4    | Carmen Palamariu      | 7      |
| 2006-07 | Cupa Challenge | 4    | Nicoleta Tița         | 7      |
| 2006-07 | Cupa Challenge | 5    | Ramona Constantinescu | 5      |
| 2006-07 | Cupa Challenge | 5    | Georgiana Martin      | 5      |
| 2006-07 | Cupa Challenge | 6    | Diana Ciubotaru       | 3      |
| 2006-07 | Cupa Challenge | 7    | Georgeta Ilie         | 1      |
|         |                |      |                       |        |
| 2014-15 | Cupa Cupelor   |      |                       |        |
| 2014-15 | Cupa Cupelor   | 1    | Jasna Tošković        | 19     |
| 2014-15 | Cupa Cupelor   | 2    | Ana Maria Iuganu      | 16     |
| 2014-15 | Cupa Cupelor   | 3    | Daniela Băbeanu       | 15     |
| 2014-15 | Cupa Cupelor   | 3    | Carmen Stoleru        | 15     |
| 2014-15 | Cupa Cupelor   | 4    | Gabriela Mihalschi    | 10     |
| 2014-15 | Cupa Cupelor   | 5    | Raluca Agrigoroaie    | 9      |
| 2014-15 | Cupa Cupelor   | 6    | Oana Chitacu          | 8      |
| 2014-15 | Cupa Cupelor   | 7    | Diana Druțu           | 2      |
| 2014-15 | Cupa Cupelor   | 8    | Ana Maria Horobeț     | 1      |
|         |                |      |                       |        |
| 2015-16 | Cupa EHF       | 1    | Irina Glibko          | 38     |
| 2015-16 | Cupa EHF       | 2    | Jasna Tošković        | 20     |
| 2015-16 | Cupa EHF       | 3    | Ana Maria Iuganu      | 11     |
| 2015-16 | Cupa EHF       | 4    | Carmen Stoleru        | 10     |
| 2015-16 | Cupa EHF       | 5    | Raluca Agrigoroaie    | 8      |
| 2015-16 | Cupa EHF       | 6    | Oana Chitacu          | 6      |
| 2015-16 | Cupa EHF       | 7    | Diana Druțu           | 5      |
| 2015-16 | Cupa EHF       | 8    | Andreea Dincu         | 1      |
|         |                |      |                       |        |
| 2016-17 | Cupa EHF       | 1    | Irina Glibko          | 11     |
| 2016-17 | Cupa EHF       | 2    | Ana Maria Iuganu      | 10     |
| 2016-17 | Cupa EHF       | 3    | Oana Chitacu          | 7      |
| 2016-17 | Cupa EHF       | 4    | Jasna Tošković        | 6      |
| 2016-17 | Cupa EHF       | 5    | Cynthia Tomescu       | 4      |
| 2016-17 | Cupa EHF       | 5    | Lăcrămioara Cîlici    | 2      |
| 2016-17 | Cupa EHF       | 5    | Luciana Popescu       | 2      |
| 2016-17 | Cupa EHF       | 5    | Carmen Stoleru        | 2      |
| 2016-17 | Cupa EHF       | 6    | Raluca Agrigoroaie    | 1      |
| 2016-17 | Cupa EHF       | 6    | Nicoleta Rusu         | 1      |
| 2016-17 | Cupa EHF       | 6    | Clara Vădineanu       | 1      |
|         |                |      |                       |        |
| 2017-18 | Cupa EHF       | 1    | Ana Maria Simion      | 24     |
| 2017-18 | Cupa EHF       | 2    | Ana Maria Popa        | 16     |
| 2017-18 | Cupa EHF       | 3    | Carmen Stoleru        | 14     |
| 2017-18 | Cupa EHF       | 4    | Alexandra Iovănescu   | 12     |
| 2017-18 | Cupa EHF       | 5    | Jasna Boljević        | 11     |
| 2017-18 | Cupa EHF       | 5    | Ana Miriam de Sousa   | 11     |
| 2017-18 | Cupa EHF       | 6    | Teja Ferfolja         | 9      |
| 2017-18 | Cupa EHF       | 7    | Lăcrămioara Cîlici    | 8      |
| 2017-18 | Cupa EHF       | 7    | Mihaela Stănciulescu  | 8      |
| 2017-18 | Cupa EHF       | 8    | Oana Chitacu          | 5      |
| 2017-18 | Cupa EHF       | 8    | Anca Polocoșer        | 5      |
| 2017-18 | Cupa EHF       | 8    | Loredana Vartic       | 5      |
| 2017-18 | Cupa EHF       | 9    | Ionela Simion         | 4      |

| Poz. | Nume                            | Goluri |
| ---- | ------------------------------- | ------ |
|      |                                 |        |
| 1    | Jasna Tošković/Jasna Boljević   | 56     |
| 2    | Ana Maria Iuganu/Ana Maria Popa | 53     |
| 3    | Irina Glibko                    | 49     |
| 4    | Carmen Stoleru                  | 41     |
| 5    | Corina Demetercă                | 34     |
| 5    | Ada Moldovan                    | 34     |
| 6    | Oana Chitacu                    | 26     |
| 7    | Ana Maria Simion                | 24     |
| 8    | Manuela Rădulescu               | 19     |
| 9    | Raluca Agrigoroaie              | 18     |
| 10   | Daniela Băbeanu                 | 15     |
| 11   | Alexandra Iovănescu             | 12     |
| 12   | Ana Miriam de Sousa             | 11     |
| 13   | Lăcrămioara Cîlici              | 10     |
| 13   | Gabriela Mihalschi              | 10     |
| 14   | Teja Ferfolja                   | 9      |
| 15   | Mihaela Stănciulescu            | 8      |
| 16   | Ana Maria Dudescu               | 7      |
| 16   | Diana Druțu                     | 7      |
| 16   | Carmen Palamariu                | 7      |
| 16   | Nicoleta Tița                   | 7      |
| 17   | Ramona Constantinescu           | 5      |
| 17   | Georgiana Martin                | 5      |
| 17   | Elena Pavăl                     | 5      |
| 17   | Anca Polocoșer                  | 5      |
| 17   | Loredana Vartic                 | 5      |
| 18   | Ionela Simion                   | 4      |
| 18   | Cynthia Tomescu                 | 4      |
| 19   | Diana Ciubotaru                 | 3      |
| 20   | Luciana Popescu                 | 2      |
| 21   | Andreea Dincu                   | 1      |
| 21   | Ana Maria Horobeț               | 1      |
| 21   | Georgeta Ilie                   | 1      |
| 21   | Nicoleta Rusu                   | 1      |
| 21   | Clara Vădineanu                 | 1      |

## Marcatoare în competițiile naționale
| Sezon            | Nume | Goluri |
| ---------------- | ---- | ------ |
|                  |      |        |
| 2007-08          |      |        |
| Ada Moldovan     | 231  |        |
|                  |      |        |
| 2008-09          |      |        |
| Corina Demetercă | 155  |        |
|                  |      |        |
| 2009-10          |      |        |
| Mihaela Tivadar  | 145  |        |
|                  |      |        |
| 2010-11          |      |        |
| Luciana Marin    | 161  |        |
|                  |      |        |
| 2011-12          |      |        |
|                  |      |        |
|                  |      |        |
| 2012-13          |      |        |
| Luciana Marin    | 89   |        |
|                  |      |        |
| 2013-14          |      |        |
| Daniela Băbeanu  | 182  |        |
|                  |      |        |
| 2014-15          |      |        |
| Ana Maria Iuganu | 126  |        |
|                  |      |        |
| 2015-16          |      |        |
| Irina Glibko     | 189  |        |
|                  |      |        |
| 2016-17          |      |        |
| Irina Glibko     | 143  |        |
|                  |      |        |
| 2017-18          |      |        |
| Jasna Boljević   | 124  |        |
|                  |      |        |
| 2018-19          |      |        |
| Ana Maria Simion | 32✳  |        |

| Ediție         | Nume | Goluri |
| -------------- | ---- | ------ |
|                |      |        |
| 2020-21        |      |        |
| Ghiulgian Adin | 63   |        |

| Ediție            | Nume | Goluri |
| ----------------- | ---- | ------ |
|                   |      |        |
| 2012-13           |      |        |
| Luciana Marin     | 8    |        |
|                   |      |        |
| 2013-14           |      |        |
| Ana Maria Iuganu  | 22   |        |
|                   |      |        |
| 2014-15           |      |        |
| Ana Maria Iuganu  | 5    |        |
|                   |      |        |
| 2015-16           |      |        |
| Irina Glibko      | 29   |        |
|                   |      |        |
| 2016-17           |      |        |
| Ana Maria Iuganu  | 11   |        |
|                   |      |        |
| 2017-18           |      |        |
| Jasna Boljević    | 27   |        |
|                   |      |        |
| 2020-21           |      |        |
| Mălina Crețulescu | 5    |        |
| Cristina Roșu     | 5    |        |

| Ediție           | Nume | Goluri |
| ---------------- | ---- | ------ |
|                  |      |        |
| 2013-14          |      |        |
| Daniela Băbeanu  | 10   |        |
|                  |      |        |
| 2015-16          |      |        |
| Ana Maria Iuganu | 5    |        |

✳ CSM Roman s-a retras din campionat după etapa a VII-a din sezonul 2018-2019, iar rezultatele din meciurile susținute de CSM Roman au fost anulate.

## Antrenori
| august 2004–noiembrie 2004     | Ioan Holban       | Dan Moisii     | HCM Roman |  |  |  |
| noiembrie 2004–octombrie 2007  | Liviu Paraschiv   | Dan Moisii     | HCM Roman |  |  |  |
| octombrie 2007–decembrie 2007  | Ioan Gherhard     | Dan Moisii     | HCM Roman |  |  |  |
| decembrie 2007–noiembrie 2008  | Alexandrina Soare | Dan Moisii     | HCM Roman |  |  |  |
| noiembrie 2008–ianuarie 2013   | Cornel Bădulescu  | Viorel Lazăr   | HCM Roman |  |  |  |
| ianuarie 2013–iulie 2013       | Dumitru Muși      | Viorel Lazăr   | HCM Roman |  |  |  |
| iulie 2013–iunie 2016          | Florentin Pera    | Viorel Lazăr   | HCM Roman |  |  |  |
| iunie 2016–octombrie 2016      | Andon Boškovski   | Viorel Lazăr   | CSM Roman |  |  |  |
| octombrie 2016–martie 2017     | Gheorghe Covaciu  | Viorel Lazăr   | CSM Roman |  |  |  |
| martie 2017–iunie 2017         | Viorel Lazăr      |                | CSM Roman |  |  |  |
| iunie 2017–ianuarie 2018       | Constantin Ștefan |                | CSM Roman |  |  |  |
| ianuarie 2018–iunie 2018       | Dumitru Muși      |                | CSM Roman |  |  |  |
| iunie 2018–septembrie 2018     | Cornel Bădulescu  | Viorel Lazăr   | CSM Roman |  |  |  |
| septembrie 2018                | Viorel Lazăr      |                | CSM Roman |  |  |  |
| septembrie 2018–octombrie 2018 | Dragoș Dobrescu   | Viorel Lazăr   | CSM Roman |  |  |  |
|                                |                   |                |           |  |  |  |
| august 2019–august 2022        | Viorel Lazăr      | Vasilica Lazăr | CSM Roman |  |  |  |
| august 2022–                   | Neculai Caba      | Alina Andrei   | CSM Roman |  |  |  |

## Foste jucătoare notabile
- Raluca Agrigoroaie
- Daniela Băbeanu
- Jasna Boljević
- Diana Druțu
- Irina Glibko
- Ana Maria Iuganu
- Gabriela Mihalschi
- Ada Moldovan
- Tereza Pîslaru
- Diana Popescu
- Luciana Popescu
- Carmen Stoleru
- Viktoria Timoșenkova
- Mihaela Tivadar

## Foști antrenori notabili
- Cornel Bădulescu
- Andon Boșkovski
- Gheorghe Covaciu
- Dumitru Muși
- Liviu Paraschiv
- Florentin Pera
- Alexandrina Soare
- Constantin Ștefan